# Partidul Conservator
Partidul Conservator er et konservativt politisk parti i Rumænien, der 2005-2006 var med i landets regering. 
Partiet blev dannet i 1991 efter kommunstregimets fald og bar dengang navnet Partidul Umanist Român (Det rumænske humanistiske parti), men fik sit nuværende navn i 2005. Politisk går partiet ind for at fremme tradition og familieværdier, arbejder for social solidaritet, er tilhænger af obligatorisk religionsundervisning i skolerne og er modstander af f.eks. registreret partnerskab. Oprindeligt var partiet mere socialliberalt og midterorienteret, men samtidig med navneskiftet ændredes den politiske linje, så partiet i dag er mere højreorienteret. 
Trods sit konservative udgangspunkt sidder partiet i Europoa-Parlamentet i Gruppen for Det Progressive Forbund af Socialdemokrater i Europa-Parlamentet.